# Кордова
Прочие значения см. на страницах Кордоба и Кордова (значения)
Ко́рдова (Кордо́ва; исп. Córdoba [ˈkorðoβa]) —  город в Андалусии, столица провинции Кордова. Расположен на склоне отрога Сьерры-Морены на правом берегу Гвадалквивира в цветущей, плодородной местности.
Кордова основана во времена господства Рима. В X—XI веках — столица Кордовского халифата, занимавшего почти весь Иберийский полуостров, и второй по величине город Европы, где творили Аверроэс и Маймонид. Современный город имеет средние размеры (321 тыс. человек). Отлично сохранился исторический центр города. По числу памятников Всемирного наследия Кордова превосходит все прочие города мира.

## История
Кордова известна со времён финикийской колонизации. По свидетельству Страбона и Птолемея, Кордова (город в Испании) — центр племени турдетанов. Захвачена во Второй Пунической войне (218—201 гг. до н. э.) римлянами. При Августе — главный город провинции Бетика. Завоёвывалась вандалами, Византией, вестготами, а в 711 году — мусульманскими войсками. С 756 года была столицей Кордовского эмирата, а с 929 года — Кордовского халифата. В X в. достигла своего расцвета, стала одним из центров просвещения и наук, когда имела до 1 млн жителей, множество дворцов, мечетей, караван-сараев и была центром арабской науки, поэзии и искусства. С распадом в 1031 году Кордовского халифата Кордова сохраняла самостоятельность лишь до 1070 года, когда была подчинена эмиром Севильи. В период Реконкисты Кордова в 1236 году перешла под власть кастильского короля Фердинанда III и историческая судьба её переплелась с судьбами Кастилии, а затем Испании.

## Достопримечательности
Одним из центров культурной жизни является городская консерватория (исп.) имени Рафаэля Ороско.
В восьми километрах к западу от Кордовы уцелели развалины древнего города Мадина аз-захра.

### Римский мост через Гвадалквивир и Башня Калаорра
- Пуэрта дель Пуэнте (Северная часть Римского моста)
- Колонна Архангела Рафаила
- Башня Калаорра, на заднем плане Римский мост

Римский мост протяжённостью 250 метров имеет 16 арок. Находится в центре исторической части города и соединяет районы Святого поля мучеников (Campo Santo de los Mártires) и Кафедрального собора. Первоначально мост был построен древними римлянами в первом веке н. э. для торговых перевозок по древней Августовой дороге (из Рима в Кадис) во времена императора Октавиана Августа.
Мост имел важное стратегическое значение, соединяя северный и южный берега Гвадалквивира. Позднее он был реконструирован маврами в VIII веке и после Реконкисты. На протяжении двадцати столетий Римский мост был единственным мостом в городе, пока в середине XX века не построили мост святого Рафаила. Римский мост был пунктом, через который проходили с юга Испании многочисленные путешественники и торговцы. Здесь же находился южный таможенный пост Кордовы. С 1 мая 2004 года мост стал пешеходным, и проезд транспорта по нему запрещён.
На южном (левом) берегу Гвадалквивира у южной оконечности моста возвышается оборонительная башня Калаорра, старейшая в городе крепость, построенная в XIV веке. Башня Калаорра — образец архитектуры позднего исламского периода Кордовы, построенная как оборонительное сооружение в конце XII века при Альмохадах. Во время освобождения города башня была повреждена, но восстановлена в 1369 года Энрике II Кастильским. В настоящее время в башне размещается музей.
На противоположном берегу моста расположены ворота Пуэрта-дель-Пуэнте, построенные архитектором Германом Руисом в XVI веке на месте древнеримских въездных ворот по случаю посещения города Филиппом II. Пуэрта-дель-Пуэнте ошибочно называют триумфальной аркой, по сути она служила проходом через древнюю крепостную стену. Тут же возвышается колонна и фигура архангела Рафаила (XVII век), покровителя Кордовы.

### Алькасар христианских королей
- Алькасар христианских королей
- Пруды в Алькасаре
- Внутренний дворик в Алькасаре
- Каскадные фонтаны в Алькасаре
- Аллея Испанских королей в Алькасаре
- Аллея Испанских королей в Алькасаре

В стенах Алькасара христианских королей (Alcázar de los Reyes Cristianos) кратко прослеживается вся история Кордовы и римской провинции, столицей которой являлась Кордова. Это обусловлено удачным расположением, в первую очередь за счет берега реки Гвадалквивир и доминирующего римского моста, расположенного на дороге Августа (Vía Augusta) — главного военного и торгового пути в Андалусии. Многочисленные археологические находки свидетельствуют о последовательности культур, которые доминировали в разное время в этом городе: римские колонны и капители, плинтусы, молдинги вестготов и арабские письмена, запечатленные на его стенах и башнях.
Во время длительного пребывания мусульман в этих землях Алькасар был частью группы строений, которые составляли дворец халифата и, в то же время, являлись оборонительными сооружениями. Впоследствии, в результате различных вторжений, они были частично разрушены. После христианского завоевания в 1236 году король Фернандо III сделал остатки замка королевской резиденцией. Позднее, в 1327 году, Алькасар был полностью перестроен кастильским королём Альфонсо XI и приобрёл тот вид, который дошел до нашего времени. Войска Альфонсо XI победили в битве при Сала́до, в честь этого в Кордове был возведён готический дворец и храм Сан Ипо́лито, где Альфонсо XI был похоронен вместе с соратниками по битве.
Алькасар представляет собой почти квадратный замок с угловыми башнями и площадью около 4100 м². С помощью резьбы по камню, используя европейские правила готического христианского искусства в городе, который на протяжении веков находился под арабским владычеством, кастильский король Альфонсо XI создал идеальную, по представлениям своего времени, резиденцию монарха.

### Мескита
Кордовская соборная мечеть (Мескита) — римско-католический собор (в прошлом — мечеть, некогда крупнейшая в Европе). Изначально на этом месте стояла вестготская церковь Викентия Сарагосского. Позже переделана в мечеть Аль-Джама. Это здание было разрушено в 711 году. В 784 году Абд ар-Рахман I построил мечеть в почитание своей жены. Земля была выкуплена эмиром у предыдущих владельцев. Мечеть входила в часть покоев его дворца. В 1236 году Кордова была отвоёвана у мавров королём Фердинандом III Кастильским, и мечеть была переоборудована в христианскую церковь.

### Синагога
- Синагога
- Синагога. Вход
- Синагога. Вид из внутреннего двора в нижний зал
- Синагога. Нижний зал
- Синагога. Верхний ярус
- Еврейский квартал

Синагога в Кордове (Sinagoga de Cordoba) — единственная сохранившаяся в первозданном виде синагога в Андалусии, а также одна из трёх сохранившихся синагог на всей территории Испании в целом. Построена в начале XIV века во времена правления Католических Королей и находится прямо у ворот Puerta de Almodovar — вход в еврейский квартал. В 1492 году, после изгнания евреев из Кордовы, синагога была превращена в христианскую церковь и позже использовалась как госпиталь.
В 1884 году на синагогу обратил внимание известный архитектор и историк Рафаэль Ромеро Баррас, который досконально изучил все материалы и артефакты, имеющие к ней отношение, и сделал выводы о её исторической значимости. В 1929 синагога была признана национальным памятником. Попасть в синагогу можно через внутренний двор, который ведёт в нижний зал, предназначенный исключительно для мужчин. Из нижнего зала уходит лестница на верхний ярус, предназначавшийся для женщин, которые не допускались на саму службу.
Над входом в синагогу располагается надпись на иврите: «Откройте ворота только для тех, кто справедлив и праведен». Стены синагоги украшены резьбой в форме геометрических и растительных орнаментов (стиль мудехар), а также выдержками из Ветхого Завета. В восточной стене синагоги находится ниша, предназначенная для свитка Торы, в которой выгравировано имя архитектора, Исаака Муджиба, и дата окончания строительства — 1315 год. На западной стене располагается старинная арка, в которой до сих пор можно увидеть очертания креста. Этот католический символ относится к 1588 году, когда это здание использовалось гильдией сапожников в качестве капеллы Святого Криспина, являющегося их покровителем.
Перед синагогой располагается памятник великому философу, медику и юристу средних веков Маймониду (уроженец Кордовы). По национальности этот выдающийся муж своего времени был евреем. Памятник и мемориальная плита установлены в честь 800-летия со дня его рождения.

## Экономика
В экономике города и провинции значительное место занимают сельскохозяйственные производства: виноделие, производство оливкового масла, муки, кожи. Из промышленных: медеплавильная (сосредоточено 70 % общеиспанского производства электролитической меди), электротехническая, сельскохозяйственное машиностроение.

## Города-побратимы
- Адана, Турция
- Бурк-ан-Брес, Франция (24 октября 1992)
- Бухара, Узбекистан (1983)[16]
- Вифлеем, Государство Палестина (ноябрь 1988)[17]
- Дамаск, Сирия (2002)[16]
- Кайруан, Тунис (1968)[16]
- Кордова, Аргентина (1969)[16]
- Кордова, Мексика (1980)[16]
- Куритиба, Бразилия
- Ла-Лувьер, Бельгия
- Лахор, Пакистан (1968)[16]
- Манчестер, Великобритания
- Ним, Франция (сентябрь 2013)[16][18]
- Нюрнберг, Германия (6 мая 2010)[19][16]
- Сан-Паулу, Бразилия (2001)[20]
- Сантьяго-де-Компостела, Испания (2004)[16]
- Сен-Дени[вд], Франция
- /  Смара, EH / Марокко (1987)[16]
- Старая Гавана, Куба (2000)[16]
- Фес, Марокко (12 июня 1990)[16][21]
- Херес-де-ла-Фронтера, Испания

Среди городов-побратимов Кордовы есть города со сходными характеристиками и связанные с исламским периодом в истории Кордовы. С 2007 года установлено побратимство с городом Леон (Испания). С 2004 года установлено побратимство с городом  Сантьяго-де-Компостела

## Праздники и фестивали
- Святая Неделя (предпасхальная).
- Битва Цветов (Batalla de las Flores) — праздником открывается «кордовский май». С повозок в зрителей бросают цветы (в основном гвоздики), которые те забрасывают обратно — последнее воскресенье апреля.
- Май в Кордове (Mayo cordobés) — в этот месяц в городе проходят главные празднества: Майские Кресты — на улицах и площадях города появляются трёхметровые кресты, украшенные цветами и зеленью; конкурс внутренних двориков, или патио (Festival y Concurso Popular de los Patios); Конкурс решеток и балконов (Concurso de Rejas y Balcones); городская ярмарка (Ферия: Feria de Nuestra Señora de la Salud).
- Ферия де Фуенсанта (Feria de la Fuensanta) — фольклорный праздник в честь Девы Фуэнсанта у одноимённой церкви — 8 сентября.
- День Святого Рафаэля (Día de San Rafael Arcángel), покровителя Кордовы — 24 октября.
- Средневековый рынок (Mercado medieval) — январь.
- Фестиваль блюза — май.
- Ночь Фламенко в Кордове (La Noche Blanca del Flamenco en Córdoba) — июнь.
- Международный Фестиваль Гитары (Festival Internacional de la Guitarra) — июль[24].
- Анимакор (Animacor) — международный фестиваль анимации — ноябрь.

## В честь города названы
- В честь Кордовы назван астероид (365) Кордуба, открытый в 1893 году, а также несколько городов в Америке.
- Название города вошло в название романа Дины Рубиной «Белая голубка Кордовы» (2009).
- Валюта Никарагуа называется никарагуанская кордоба.